# Reuchlin

Reuchlin is een van oorsprong Duits geslacht waarvan leden sinds 1835 tot de Nederlandse adel behoren.

## Geschiedenis
De stamreeks begint met Jörg (Georgius) Reuchlin die rond 1450 administrateur van het Dominikanerklooster te Pforzheim (Baden) was. Diens zoon werd bij besluit van keizer Frederik III van 24 oktober 1492 verheven in de Rijksadelstand. Een nazaat, Jean François Charles Reuchlin (1762-1816), afkomstig van Lausanne, werd huisleraar op onder andere kasteel Biljoen. Drie van zijn zonen, die in Nederland bleven, werden tussen 9 april 1835 tot 3 december 1880 ingelijfd in de Nederlandse adel.

## Enkele telgen
- Johannes Reuchlin (1455-1522), filosoof, zoon van de stamvader
- Jhr. Pierre Adrien Reuchlin (1803-1868), ondernemer en politicus
- Jhr. Johan George Reuchlin (1874-1912), ondernemer, omgekomen in 1912 bij de ramp met de Titanic